# 岩手県立盛岡北高等学校
岩手県立盛岡北高等学校（いわてけんりつもりおかきたこうとうがっこう）は、岩手県滝沢市にある県立の高等学校。略称は「北高」（きたこう）、「盛北」（もりきた）。

## 概要

### 設立の経緯
盛岡北高校の設立まで、盛岡地域には普通科高校が少なかった。高校入学難を緩和するものとして1973年12月設立が決まり、わずか4ヵ月でスピード開校した。開校がいかに急であったかを示す逸話として、開校当時の盛岡北高校で使われた公文書等には、まだ同校のロゴ入りの書類用紙等が印刷できていなかったため、他校のロゴが入った公文書が使われていたエピソードが残っている。

### 校名の由来
盛岡広域5校目の全日制普通科高校のため、当初は盛岡第五高校となる予定だったところ、校名に数字を冠すると、暗黙に学力レベルが決まる懸念があったため、「北高」とされたといわれる。略称は北高きたこう（盛岡広域）、盛北もりきた（全県域）。呼び名の違いは、花巻北高、黒沢尻北高など、県内に複数存在する北高との区別のため。

### 校訓
「師弟和熟」（していわじゅく）- 其れ教育は建国の基礎にして、師弟の和熟は育英の大本なり」なる夏目漱石言の引用である。

### 教育目標
- 学力向上と進路目標の達成
- 豊かな人間性と自律心の育成
- 試練にうち克つ強靭な心と身体の養成

### 進路
同校進路状況を参照。

## 沿革
- 1973年（昭和48年）12月8日 -  岩手県議会において「岩手県立盛岡北高等学校」（全日制課程普通科）の設置が認可される。定員を810名とする。
- 1974年4月1日 - 開校。
- 1974年4月3日 - 校章を制定。
- 1974年4月10日 - 岩手県立杜陵高等学校において開校式と第1回入学式を挙行。男子175名、女子108名、計283名の入学を許可する。
- 1974年4月11日 - 岩手県立杜陵高等学校の校舎の一部を借用して授業を開始。
- 1975年3月8日 - 校旗を制定。
- 1975年3月25日 - 校舎が完成。
- 1975年4月3日 - 新校舎に移転。
- 1976年1月24日 - 第一体育館が完成。
- 1978年2月10日 - 校歌を制定。
- 1987年3月20日 - 校校舎が完成。
- 1995年（平成7年）12月22日 - 文化部の合同練習場が完成。
- 1998年3月20日 - セミナーハウスが完成。
- 2000年1月14日 - 校舎の大規模改造工事が完了。
- 2004年3月25日 - 夜間グラウンド照明を設置。
- 2010年11月10日 - 第1体育館耐震補強工事が完了。
- 2011年1月25日 - 野球場3塁側防球ネットを新設。
- 2014年10月25日 - 創立40周年記念式典を開催。
- 2019年度岩手県立高等学校入学者選抜試験より定員が200名となる。

## 基礎データ

### 所在地
- 岩手県滝沢市牧野林298-1

### 通学区域
- 岩手県滝沢市全域（盛岡学区・盛岡ブロック）[2]。

### アクセス
- 鉄道
  - IGRいわて銀河鉄道厨川駅からタクシーで約15分、または徒歩約40分。
- 路線バス
  - JR東日本・IGRいわて銀河鉄道盛岡駅より岩手県交通｢212｣
  - 松園バスターミナルより岩手県交通「松園北高線」
  - IGRいわて銀河鉄道厨川駅より岩手県北バス｢D13｣。
    - 以上の路線に乗車し、｢盛岡北高前｣下車。徒歩3分。

### 校章
福田隆によるデザインで、カシオペヤ座の形を図案化したもの。

### 校歌
作詞は谷川俊太郎（詩人）、作曲は湯浅譲二による。
なお、作詞者の谷川は、2004年の創立30周年記念式典に出席し、生徒との詩の交流を行った。

## 部活動
運動部
- 陸上部
- 体操部 - 体操競技（男女）、新体操競技（現在のところ女子のみ）を有する。
- 水泳部
- サッカー部
- 柔道部
- ソフトテニス部
- テニス部
- 剣道部
- 卓球部
- バドミントン部
- バスケットボール部
- バレーボール部
- ソフトボール部
- 野球部
- ラグビー部

文化部
- 吹奏楽部
- 音楽部
- 書道部
- 美術部
- 演劇部
- 写真部  （1998年・第5回優勝 - 金のモモンガ碑北海道知事賞受賞、2005年・第12回準優勝 - 銀のモモンガ碑北海道新聞社賞受賞）
- 化学部
- 生物部
- 地学部
- 物理部
- 家庭研究部
- 茶華道部
- 国際理解同好会
- 文芸同好会

## 高校関係者と組織

### 高校関係者一覧
- 瓜田華菜子（フリーアナウンサー）
- 高橋美佳（元テレビ岩手アナウンサー）
- 山谷紘大（サッカー選手、元フットサル選手）
- 照井七瀬（テレビ神奈川アナウンサー）
- 古澤洋将（技術者、実業家、炎重工代表取締役。無人水上艇（USV）、生体群制御などを開発。）
- 喜多直毅（ヴァイオリニスト、作曲家）
- 五十嵐律人（小説家、弁護士）